# Natação no Campeonato Europeu de Esportes Aquáticos de 2014 - 200 m costas feminino
A prova dos 200 metros costas feminino da natação no Campeonato Europeu de Esportes Aquáticos de 2014 ocorreu nos dias 18 e 19 de agosto em Berlim, na Alemanha. 

## Calendário
| Fase          | Data         | Hora  |
| ------------- | ------------ | ----- |
| Eliminatórias | 18 de agosto | 11:06 |
| Semifinal     | 18 de agosto | 18:54 |
| Final         | 19 de agosto | 19:03 |

Todos os horários estão no horário local (UTC+1)

## Recordes
Antes desta competição, os recordes eram os seguintes:
| Recorde mundial       | Missy Franklin      | 2:04.06 | Londres | 28 de julho de 2012  |
| Recorde europeu       | Anastasia Zuyeva    | 2:04.94 | Roma    | 1 de agosto de 2009  |
| Recorde do campeonato | Krisztina Egerszegi | 2:06.62 | Atenas  | 22 de agosto de 1991 |

## Medalhistas
| Ouro                 | Prata                    | Bronze               |
| Duane Da Rocha (ESP) | Elizabeth Simmonds (GBR) | Daria Ustinova (RUS) |

## Resultados

### Eliminatórias
Esses foram os resultados das eliminatórias. 
| Pos. | Bateria | Raia | Nadadora                | Nacionalidade | Tempo   | Notas |
| ---- | ------- | ---- | ----------------------- | ------------- | ------- | ----- |
| 1    | 2       | 5    | Jenny Mensing           | Alemanha      | 2:10.33 | Q     |
| 2    | 2       | 6    | Duane Da Rocha          | Espanha       | 2:10.34 | Q     |
| 3    | 2       | 3    | Lisa Graf               | Alemanha      | 2:10.75 | Q     |
| 4    | 3       | 5    | Katinka Hosszú          | Hungria       | 2:11.09 | Q     |
| 5    | 1       | 6    | Melani Costa            | Espanha       | 2:11.63 | Q     |
| 6    | 1       | 3    | Carlotta Zofkova        | Itália        | 2:11.74 | Q     |
| 7    | 1       | 5    | Simona Baumrtová        | Chéquia       | 2:11.88 | Q     |
| 8    | 1       | 4    | Elizabeth Simmonds      | Reino Unido   | 2:12.32 | Q     |
| 9    | 3       | 6    | Sonnele Öztürk          | Alemanha      | 2:13.15 |       |
| 10   | 3       | 4    | Daria Ustinova          | Rússia        | 2:13.93 | Q     |
| 11   | 3       | 3    | Alicja Tchórz           | Polónia       | 2:14.51 | Q     |
| 12   | 2       | 4    | Daryna Zevina           | Ucrânia       | 2:14.79 | Q     |
| 13   | 3       | 2    | Jördis Steinegger       | Áustria       | 2:15.14 | Q     |
| 14   | 2       | 2    | Klaudia Nazieblo        | Polónia       | 2:15.69 | Q     |
| 15   | 1       | 7    | Matea Samardžić         | Croácia       | 2:15.80 | Q     |
| 16   | 2       | 7    | Ida Lindborg            | Suécia        | 2:16.23 | Q     |
| 17   | 1       | 2    | Ekaterina Tomashevskaya | Rússia        | 2:16.30 | Q     |
| 18   | 3       | 7    | Sarah Bro               | Dinamarca     | 2:16.76 |       |
| 19   | 2       | 8    | Věra Kopřivová          | Chéquia       | 2:17.67 |       |
| 20   | 2       | 1    | Martina van Berkel      | Suíça         | 2:17.90 |       |
| 21   | 3       | 1    | Justine Ress            | França        | 2:17.91 |       |
| 22   | 1       | 1    | Camille Gheorghiu       | França        | 2:18.78 |       |
| 23   | 3       | 8    | Karin Tomecková         | Eslováquia    | 2:19.04 |       |
| 24   | 3       | 0    | Aliaksandra Kavaleva    | Bielorrússia  | 2:22.75 |       |
| 25   | 1       | 8    | Andrea Basaraba         | Sérvia        | 2:23.13 |       |

### Semifinal
Esses foram os resultados das semifinais. 
Semifinal 1
| Pos. | Raia | Nadadora                | Nacionalidade | Tempo   | Notas |
| ---- | ---- | ----------------------- | ------------- | ------- | ----- |
| 1    | 4    | Duane Da Rocha          | Espanha       | 2:09.13 | Q     |
| 2    | 6    | Elizabeth Simmonds      | Reino Unido   | 2:09.71 | Q     |
| 3    | 3    | Carlotta Zofkova        | Itália        | 2:12.06 | Q     |
| 4    | 2    | Alicja Tchórz           | Polónia       | 2:13.29 |       |
| 5    | 8    | Ekaterina Tomashevskaya | Rússia        | 2:14.27 |       |
| 6    | 7    | Jördis Steinegger       | Áustria       | 2:16.10 |       |
| 7    | 1    | Matea Samardžić         | Croácia       | 2:16.26 |       |
| 8    | 5    | Katinka Hosszú          | Hungria       | 2:20.04 |       |

Semifinal 2
| Pos. | Raia | Nadadora         | Nacionalidade | Tempo   | Notas |
| ---- | ---- | ---------------- | ------------- | ------- | ----- |
| 1    | 6    | Simona Baumrtová | Chéquia       | 2:10.22 | Q     |
| 2    | 4    | Jenny Mensing    | Alemanha      | 2:10.26 | Q     |
| 3    | 5    | Lisa Graf        | Alemanha      | 2:10.29 | Q     |
| 4    | 3    | Melani Costa     | Espanha       | 2:10.83 | Q     |
| 5    | 2    | Daria Ustinova   | Rússia        | 2:11.40 | Q     |
| 6    | 7    | Daryna Zevina    | Ucrânia       | 2:13.58 |       |
| 7    | 8    | Ida Lindborg     | Suécia        | 2:15.03 |       |
| 8    | 1    | Klaudia Nazieblo | Polónia       | 2:15.98 |       |

### Final
Esse foi o resultado da final. 
| Pos.              | Raia | Nadadora           | Nacionalidade | Tempo   | Notas |
| ----------------- | ---- | ------------------ | ------------- | ------- | ----- |
| Medalha de ouro   | 4    | Duane Da Rocha     | Espanha       | 2:09.37 |       |
| Medalha de prata  | 5    | Elizabeth Simmonds | Reino Unido   | 2:09.66 |       |
| Medalha de bronze | 1    | Daria Ustinova     | Rússia        | 2:09.79 |       |
| 4                 | 2    | Lisa Graf          | Alemanha      | 2:10.64 |       |
| 5                 | 3    | Simona Baumrtová   | Chéquia       | 2:10.99 |       |
| 6                 | 7    | Melani Costa       | Espanha       | 2:11.15 |       |
| 7                 | 6    | Jenny Mensing      | Alemanha      | 2:11.77 |       |
| 8                 | 8    | Carlotta Zofkova   | Itália        | 2:13.49 |       |

Legenda
| Recorde mundial       | Recorde mundial (World record)               |                       | Recorde africano                      | Recorde africano (African) |                                           | Q | Classificado por posição (Qualified) |
| Recorde do campeonato | Recorde do campeonato (Championship record)  | Recorde da América    | Recorde da América (Americas)         | q                          | Classificado por melhor tempo (Qualified) |   |                                      |
| Melhor marca do ano   | Melhor marca do ano (World leading)          | Recorde asiático      | Recorde asiático (Asian)              | DNS                        | Não largou (Did not start)                |   |                                      |
| Recorde nacional      | Recorde nacional (National record)           | Recorde europeu       | Recorde europeu (European)            | DNF                        | Não terminou (Did not finish)             |   |                                      |
| Recorde pessoal       | Recorde pessoal do atleta (Personal best)    | Recorde da Oceania    | Recorde da Oceania (Oceania)          | DSQ / DQ                   | Desclassificado (Disqualified)            |   |                                      |
| Recorde da temporada  | Recorde da temporada do atleta (Season best) | Recorde sul-americano | Recorde sul-americano (South America) | NM                         | Sem marca (No mark)                       |   |                                      |